# AKAIN1
AKAIN1 (англ. A-kinase anchor inhibitor 1) – білок, який кодується однойменним геном, розташованим у людей на короткому плечі 18-ї хромосоми. Довжина поліпептидного ланцюга білка становить 69 амінокислот, а молекулярна маса — 7 848.
| 10         |  | 20         |  | 30         |  | 40         |  | 50         |
| ---------- |  | ---------- |  | ---------- |  | ---------- |  | ---------- |
| MVFAPGEKPG |  | NEPEEVKLQN |  | ASKQIVQNAI |  | LQAVQQVSQE |  | SQRREERISD |
| NRDHIQLGVG |  | ELTKKHEKK  |  |            |  |            |  |            |

A: Аланін

D: Аспарагінова кислота

E: Глутамінова кислота

F: Фенілаланін

G: Гліцин

H: Гістидин

I: Ізолейцин

K: Лізин

L: Лейцин

M: Метіонін

N: Аспарагін

P: Пролін

Q: Глутамін

R: Аргінін

S: Серин

T: Треонін